# الیزئو (بازیکن فوتبال، زاده ۱۹۴۵)
الیزئو آنتونیو فریرا ویناگره گودوی (پرتغالی: Elizeu؛ زادهٔ ۱۷ اکتبر ۱۹۴۵) بازیکن فوتبال اهل برزیل بود.
از باشگاه‌هایی که در آن بازی کرده‌است می‌توان به باشگاه ورزشی باهیا و باشگاه فوتبال سانتوس اشاره کرد.